# 加斯特
加斯特（法語：Gastes，法語發音：[ɡast]）是法国朗德省的一个市镇，属于蒙德马桑区。

## 地理
加斯特（44°19'35"N, 1°8'47"W）面积35.23 平方千米，位于法国新阿基坦大区朗德省，该省份为法国西南部沿海省份，是法國本土面积第二大的省，北起吉倫特省，西临大西洋，南至大西洋比利牛斯省，东临热尔省，东北与洛特-加龍省接壤。
与加斯特接壤的市镇（或旧市镇、城区）包括：比斯卡羅斯、博恩地区帕朗蒂斯、博恩地区圣厄拉利、蓬唐克斯莱福日、博恩地区圣保罗。

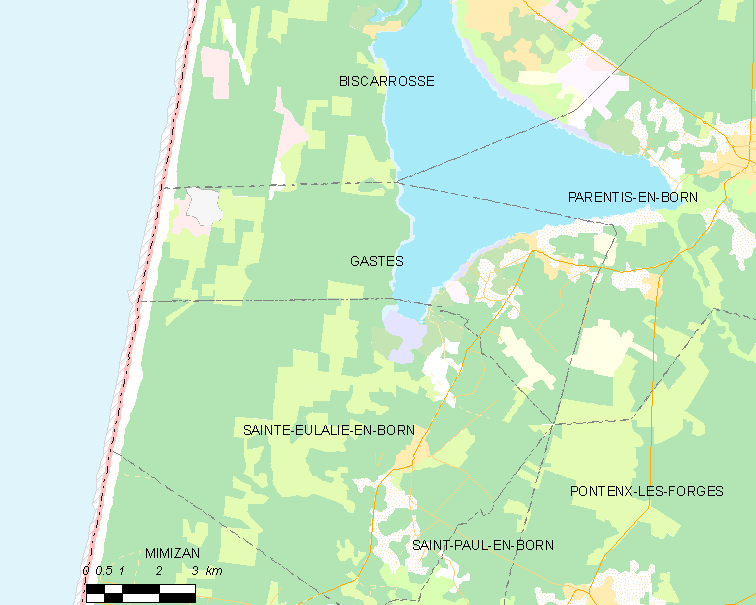
加斯特的OSM定位图

加斯特的时区为UTC+01:00、UTC+02:00（夏令时）。

## 行政
加斯特的邮政编码为40160，INSEE市镇编码为40108。

## 政治
加斯特所属的省级选区为大湖县。

## 人口

1962-2008年间加斯特人口变化图示

加斯特于2022年1月1日时的人口数量为925人。